# Тим Талер, или Проданный смех (фильм, 2017)
«Тим Талер, или Проданный смех» (нем. Timm Thaler oder Das verkaufte Lachen) — художественный фильм, экранизация одноимённой сказочно-философской повести немецкого писателя Джеймса Крюса. В Германии фильм вышел 2 февраля 2017 года. В России фильм вышел 	7 февраля 2019 года.

## Сюжет
Германия, начало 1930-х годов. Главный герой — мальчик Тим Талер. Его родители умерли и теперь он живёт в бедности с мачехой и её сыном. Однажды Тим знакомится с загадочным бароном Тречем, который предлагает ему заключить необычную сделку — в обмен на свой смех Тим получает способность выигрывать любое пари. Благодаря этой способности Тим становится богатым, но это не приносит ему счастья. Он решает расторгнуть договор и найти способ вернуть обратно свой смех.

## В ролях
| Актёр             | Роль          |
| ----------------- | ------------- |
| Арвед Фризе       | Тим Талер     |
| Юстус фон Доньяни | барон Треч    |
| Аксель Прайль     | Бегемот       |
| Андреас Шмидт     | Белиал        |
| Чарли Хюбнер      | Крешимир      |
| Фритци Хаберландт | госпожа Бебер |
| Штеффи Кюнерт     | Лидия         |
| Юль Херманн       | Ида           |